# Muckross House

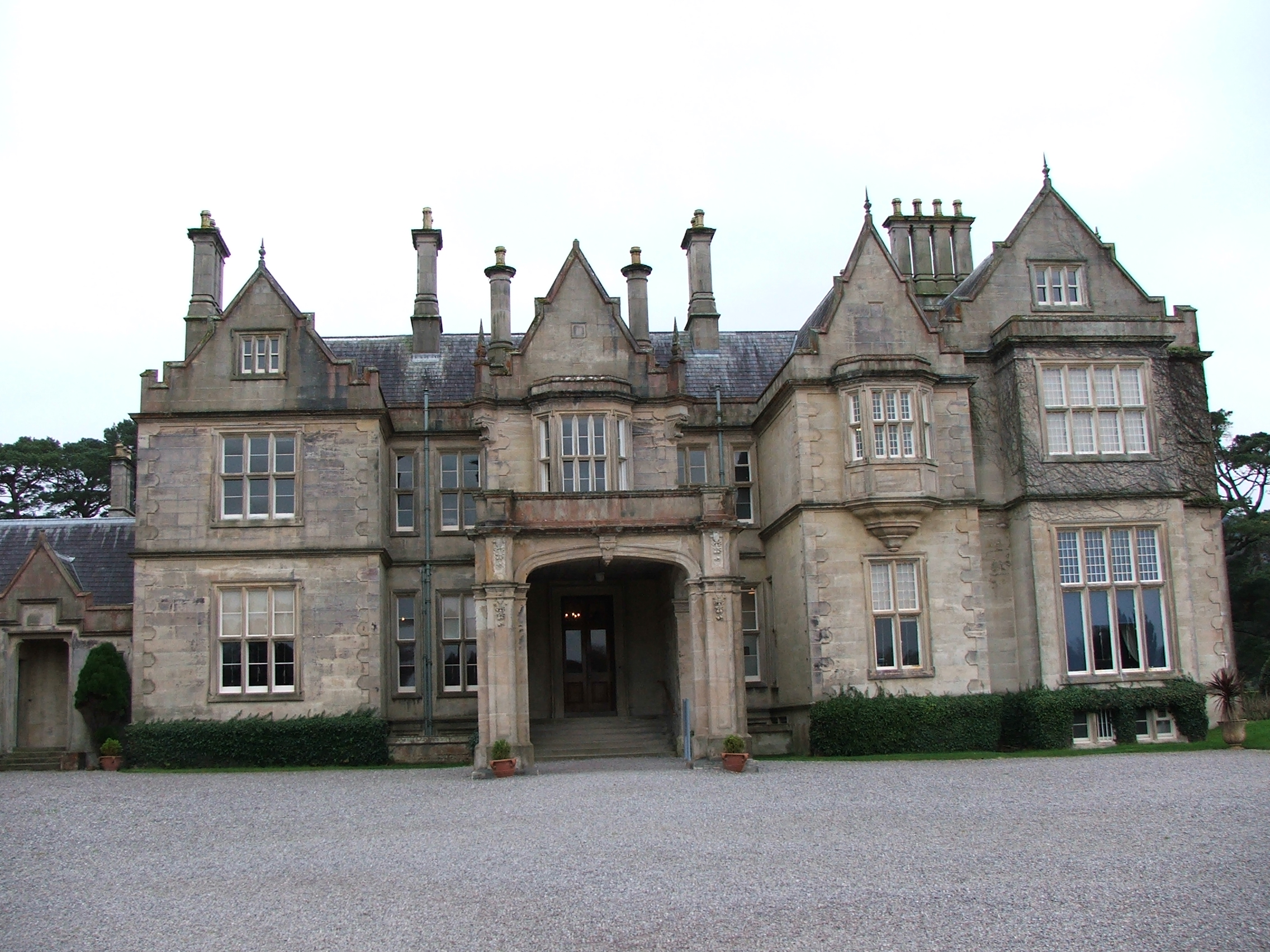
Muckross House, Killarney, Comtat de Kerry

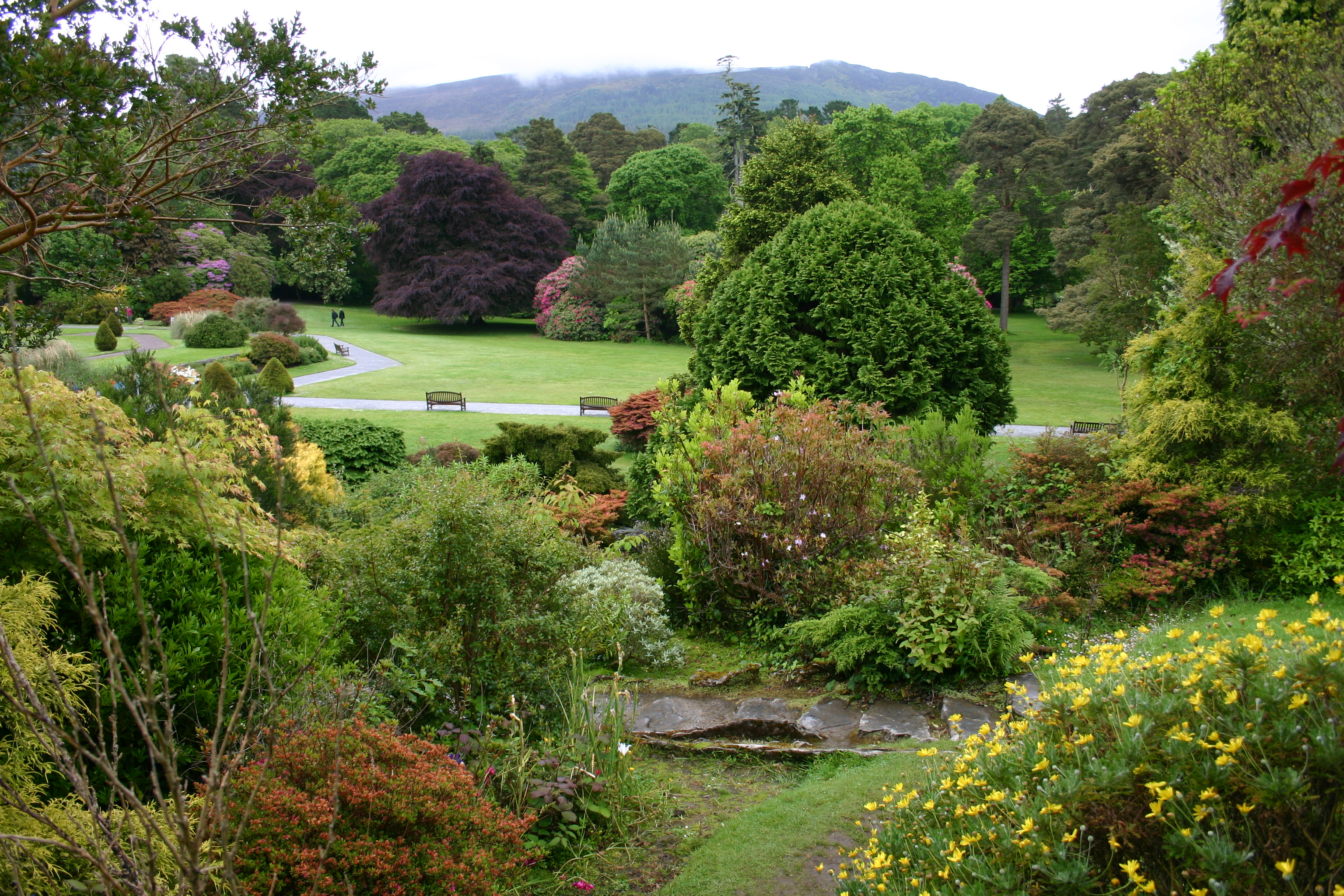
Jardins de Muckross House

Muckross House (en irlandès Theach Mhucrois) és una casa noble situada a la península que hi ha entre el llac Muckross i el llac Lean, que formen part del conjunt de llacs de Killarney, a 6 km d'aquesta ciutat, al Comtat de Kerry,  Irlanda.
Muckross House és una mansió dissenyada per l'arquitecte escocès, William Burn, que va ser construïda el 1843 per Henry Arthur Herbert i la seva dona, la pintora Maria Balfour Herbert.
Amb seixanta-cinc habitacions, va ser construïda en estil Tudor. A la dècada de 1850 s'hi van dur a terme noves millores per a deixar-la a punt per a la Reina Victòria el 1861. Es diu que aquestes millores per a la visita de la reina eren un factor que contribueix a les dificultats financeres sofertes per la família Herbert que es va traduir en la venda de la finca. El 1899 va ser comprada per Arthur Guinness, 1r Baró Ardilaun que volia preservar el paisatge espectacular que l'envolta.
Més tard, fou adquirida per un acabalat magnat de la mineria de Califòrnia, William Bowers Bourn, com a regal de noces per a la seva filla Maud i el seu marit Arthur Rose Vincent.
El Parc Nacional de Killarney es va formar principalment a partir de la donació dels béns de Muckross, efectivament, el 1932 el senador Arthur Vincent va entregar la finca a l'estat amb l'acord dels seus sogres, William Bowers Bourn II, en la memòria de l'esposa del mort senador, Maud. El parc va ser ampliat considerablement amb l'adquisició de terrenys de l'antic Comte de Kenmare.
La casa, els jardins i les granges tradicionals són oberts al públic gratuïtament. L'interior es pot visitar de manera guiada una part de les habitacions de la casa. A l'entrada es pot admirar una gran quantitat de trofeus de caça, entre els quals destaquen les banyes dels ants irlandesos, actualment extints.